# Strobilanthes lawangensis
Strobilanthes lawangensis är en akantusväxtart som beskrevs av Cornelis Eliza Bertus Bremekamp. Strobilanthes lawangensis ingår i släktet Strobilanthes och familjen akantusväxter. Inga underarter finns listade i Catalogue of Life.